# Dave Charlton
Pour les articles homonymes, voir Charlton.
Dave Williams Charlton, né le 27 octobre 1936 à Brotton (en) (Yorkshire du Nord, Royaume-Uni), et mort le 24 février 2013 à Johannesbourg (Afrique du Sud), est un pilote automobile sud-africain qui a bâti principalement son palmarès en Championnat d'Afrique du Sud de Formule 1.
Dans le cadre du championnat du monde de Formule 1, sa première tentative, à l'occasion du Grand Prix automobile d'Afrique du Sud 1965 se conclut par une non-qualification. Il réussira à prendre le départ de son premier Grand Prix deux ans plus tard, grâce à une belle 8e place sur la grille de départ. Concurrent régulier de cette épreuve, il sera le premier pilote de son pays à parvenir à se qualifier pour un Grand Prix européen (GP de Grande-Bretagne 1971).
Au niveau local, Dave Charlton restera longtemps dans l'ombre du rhodésien John Love avant de prendre le dessus en 1970. Dès lors, il deviendra le maître incontesté de la discipline jusqu'à la mort de celle-ci, en 1975 en sport.

## Résultats en championnat du monde de Formule 1
| Saison | Écurie                        | Châssis      | Moteur           | Pneus     | GP disputés                | Points inscrits | Classement |
| ------ | ----------------------------- | ------------ | ---------------- | --------- | -------------------------- | --------------- | ---------- |
| 1965   | Privé                         | Lotus 20     | Ford L4          | Dunlop    | 0 (1 non-préqualification) | 0               | Nc.        |
| 1967   | Scuderia Scribante            | Brabham BT11 | Climax L4        | Dunlop    | 1                          | 0               | Nc.        |
| 1968   | Scuderia Scribante            | Brabham BT11 | Repco V8         | Firestone | 1                          | 0               | Nc.        |
| 1970   | Scuderia Scribante            | Lotus 49C    | Ford-Cosworth V8 | Firestone | 1                          | 0               | Nc.        |
| 1971   | Motor Racing Developments     | Brabham BT33 | Ford-Cosworth V8 | Goodyear  | 1                          | 0               | Nc.        |
| 1971   | Gold Leaf Team Lotus          | Lotus 72D    | Ford-Cosworth V8 | Firestone | 1                          | 0               | Nc.        |
| 1972   | Scribante Lucky Strike Racing | Lotus 72D    | Ford-Cosworth V8 | Firestone | 3                          | 0               | Nc.        |
| 1973   | Scribante Lucky Strike Racing | Lotus 72D    | Ford-Cosworth V8 | Firestone | 1                          | 0               | Nc.        |
| 1974   | Scribante Lucky Strike Racing | McLaren M23  | Ford-Cosworth V8 | Goodyear  | 1                          | 0               | Nc.        |
| 1975   | Lucky Strike Racing           | McLaren M23  | Ford-Cosworth V8 | Goodyear  | 1                          | 0               | Nc.        |

## Résultats enChampionnat d'Afrique du Sud de Formule 1
- Champion en 1970, 71, 72, 73, 74 et 75.